# RealNetworks
RealNetworks, Inc. — американская ИТ-корпорация, специализирующаяся на сетевых сервисах, услугах онлайн-развлечений по подписке, а также услуги мобильных развлечений и обмена сообщениями. Является пионером в области сетевого программного обеспечения и услуг доставки в сфере Интернет потокового мультимедиа.

## История
RealNetworks (тогда известная как Progressive Networks) была основана в 1994 году Робом Глейзером, бывшим руководителем Microsoft, и командой менеджеров, в которую входили Фил Барретт, Энди Шарплесс и Стивен Беркл. Первоначальной целью компании было предоставить канал распространения политически прогрессивного контента. Он превратился в технологическое предприятие по использованию Интернета в качестве альтернативного средства распространения аудиотрансляций. Progressive Networks стали RealNetworks в сентябре 1997 года.
RealNetworks была пионером на рынке потокового мультимедиа и транслировала через Интернет одно из первых аудиовстреч, бейсбольный матч между «Нью-Йорк Янкис» и «Сиэтл Маринерс» 5 сентября 1995 года. Они объявили о технологии потокового видео в 1997 году. По некоторым данным, к 2000 году более 85% потокового контента в Интернете было в формате Real.
Несмотря на этот успех, возникли проблемы, так как основная бизнес-модель Real зависела от продажи программного обеспечения для серверов потокового мультимедиа, а этим также занимались и Microsoft с Apple. По мере того, как серверы Microsoft и Apple становились более функциональными, продажи серверов Real неизбежно падали.
20 января 2000 г. RealNetworks подала судебный запрет против Streambox в отношении продукта вышеупомянутой компании, предназначенного для преобразования файлов в формате RealMedia (.rm) в другие форматы. 4 декабря 2001 года компания должна была предпринять первые скоординированные усилия по продаже и доставке музыки от крупных звукозаписывающих лейблов через Интернет в рамках более широкой инициативы компании по разработке интернет-сервисов по подписке, ориентированных на веб-пользователей с быстрым подключением к Интернету. В 2002 году между RealNetworks и Sony Corporation был сформирован стратегический альянс для расширения сотрудничества. В октябре 2005 года Microsoft согласилась выплатить RealNetworks 460 миллионов долларов для урегулирования антимонопольного иска.
В августе 2003 года RealNetworks приобрела музыкальный сервис Rhapsody на Listen.com и переименовала его в RealRhapsody. Он предлагал потоковую загрузку музыки за ежемесячную плату. В январе 2004 года RealNetworks анонсировала RealPlayer Music Store, в котором представлена музыка с ограничениями по управлению цифровыми правами (DRM) в формате файла AAC. После некоторых первоначальных попыток навязать свою собственную схему DRM (названную Helix DRM) всем производителям устройств с Creative Zen Xtra и Sansa e200r в качестве единственных существующих совместимых устройств, они вызвали споры, представив технологию под названием Harmony, которая позволяла воспроизводить их музыку на iPod, а также на устройствах с DRM Microsoft Windows Media Audio, использующих «оболочку», которая конвертирует Helix DRM в две другие целевые схемы DRM.
Согласно исследованию Compete.com, к 2008 году домен real.com привлекал не менее 67 миллионов посетителей ежегодно.
6 апреля 2010 г. Rhapsody была отделена от RealNetworks.
В июле 2013 года RealNetworks приобрела Slingo за 15,6 млн долларов. В апреле 2014 года компания представила приложение для мобильных телефонов под названием Listen, которое воспроизводит настраиваемые рингтоны для тех, кто звонит на телефон пользователя.

## Штаб-квартира
Штаб-квартира RealNetworks находится в Сиэтле, штат Вашингтон, в здании Home Plate Center в SoDo, напротив T-Mobile Park, и делит это здание с King5 и Logic 20/20 Consulting.

## Продукты и сервисы
- SAFR
- Kontxt
- RealTimes (первоначально RealPlayer Cloud)
- GameHouse
- RealDVD
- Real Alternative
- Helix
- RealAudio
- RealDownloader
- RealPlayer
- RealVideo
- Rinse
- Unifi